# Serrières (Saona i Loira)
Serrières és un municipi francès situat al departament de Saona i Loira i a la regió de Borgonya - Franc Comtat. L'any 2009 tenia 297 habitants.

## Localització

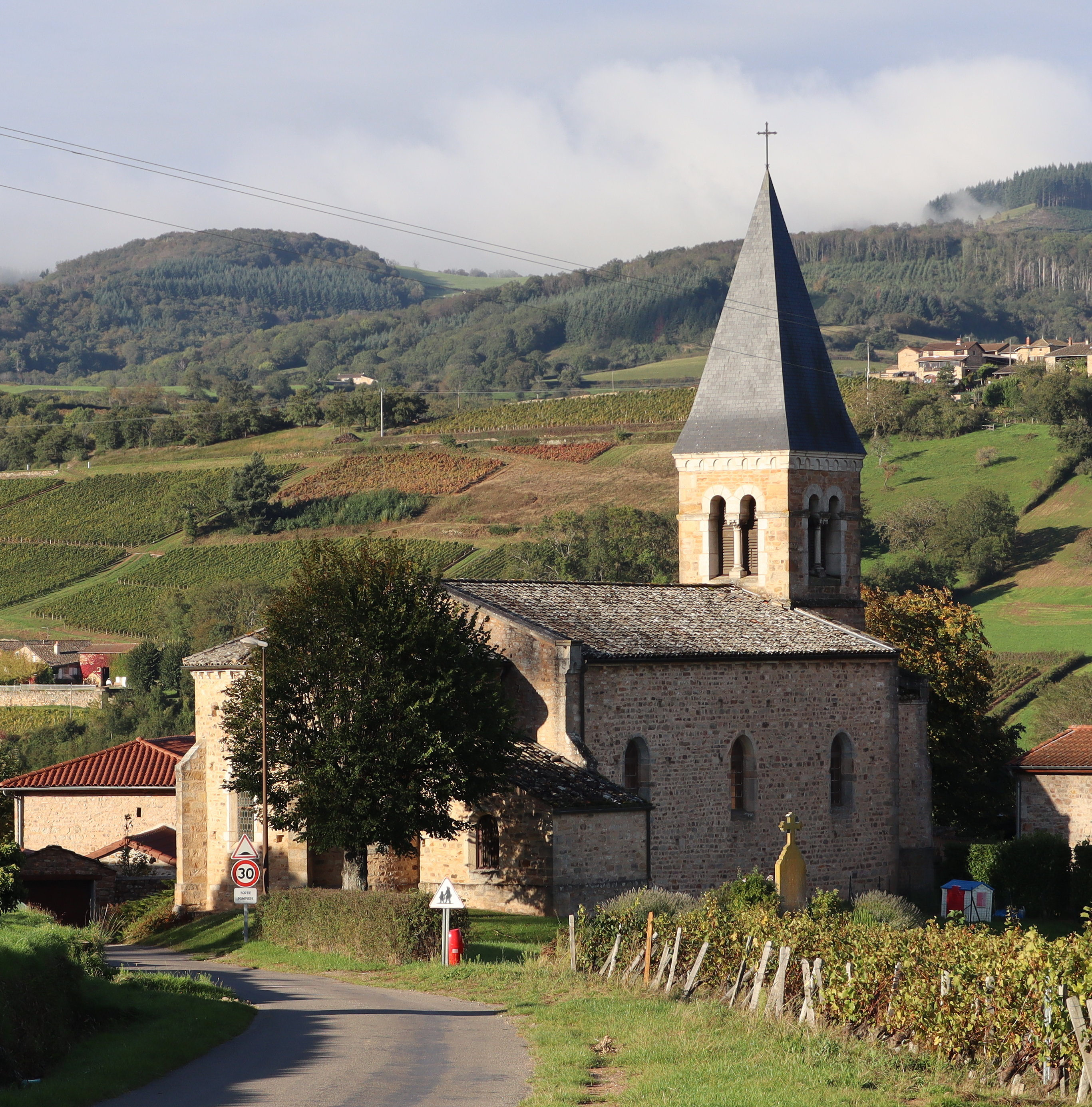
Église Saint-Jacques-le-Majeur

## Història
| Data d'elecció                           | Identitat         | Partit | Qualitat |
| ---------------------------------------- | ----------------- | ------ | -------- |
| ? -2006                                  | Maurice Benas     | UMP    |          |
| 2006-                                    | Jean-Noel Bernard |        |          |
| les dades anteriors no són pas conegudes |                   |        |          |
|                                          |                   |        |          |

## Demografia
| A partir de 1990: Població sense dobles comptes |